# Stadio del Trampolino

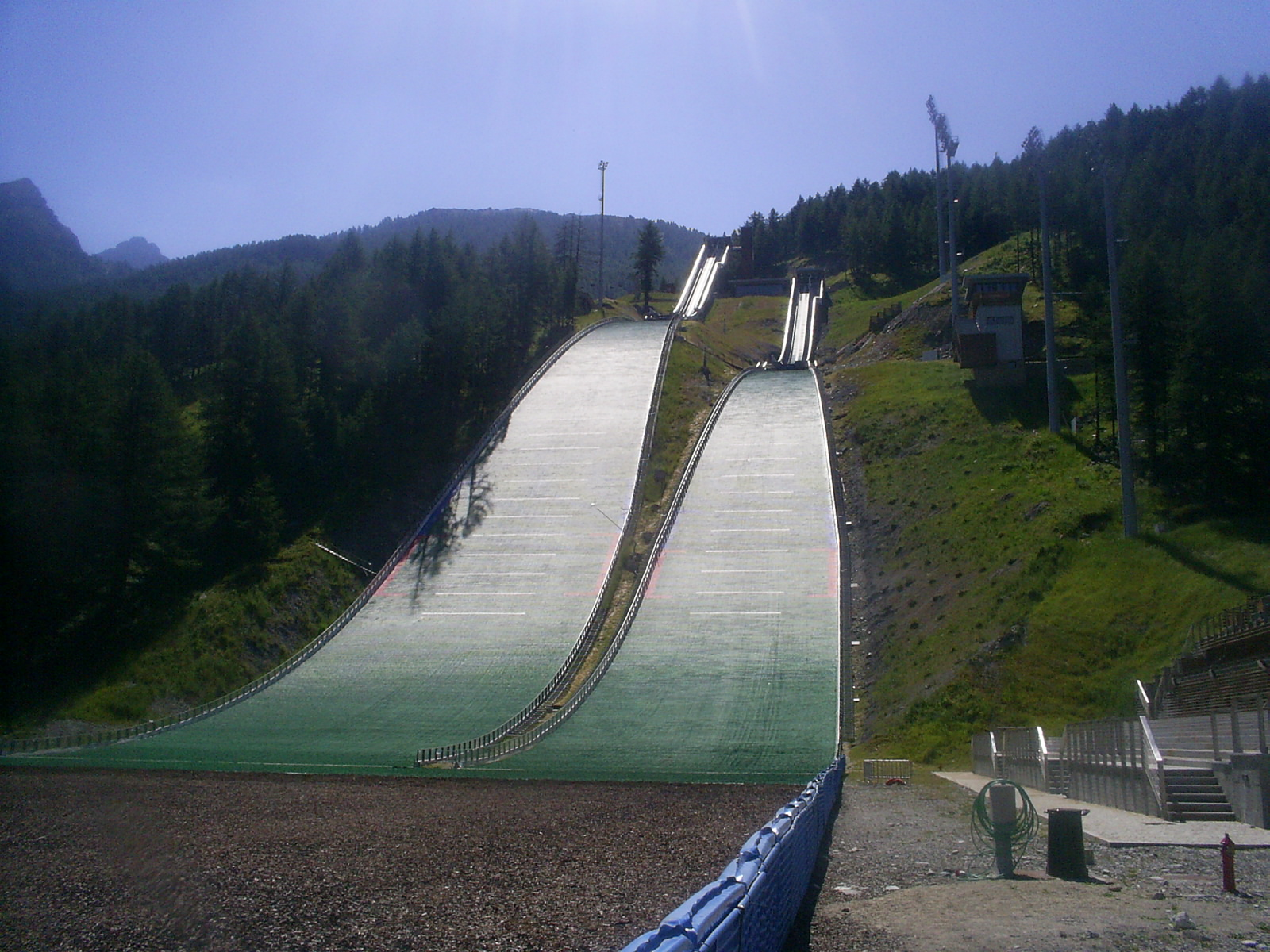
Stadio del Trampolino, Pragelato augusti 2007

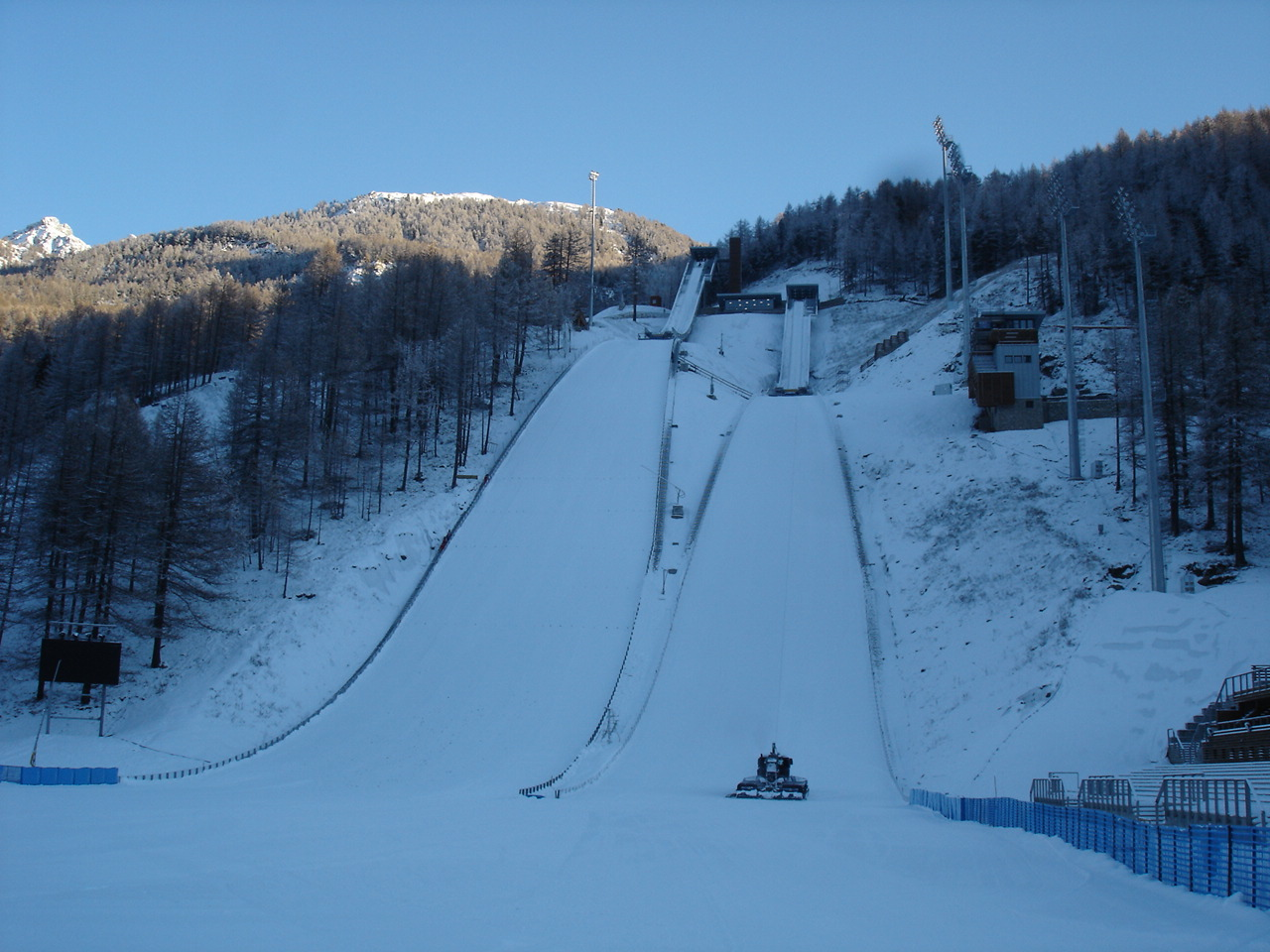
Stadio del Trampolino

Stadio del Trampolino (svenska: Hoppbackestadion) är en backhoppningsanläggning i tätorten Pragelato i Piemonte, en region i nordvästra Italien cirka 82 km från Turin. Orten, som har 452 invånare, ligger på 1 518 meters höjd över havet. I Pragelato hölls tävlingar i längdskidåkning, backhoppning och nordisk kombination vid Olympiska vinterspelen 2006. Backanläggningen har fem hoppbackar varav de två största användes vid OS-2006. Backarna har följande K-punkt och backstorlek: K125 (HS140), K95 (HS106), K60 (HS66), K30 och K15. 

## Historia 2003–2006
Byggandet av anläggningen startade 2003. Hoppbackarna stod färdigställda 2004 och infrastrukturen var klar 2005. Första internationella tävling i backen var i B-världscupen i nordisk kombination 8 och 9 januari 2005. I februari samma år arrangerades världscuptävlingar i  backhoppning (11 februari, vunnen av Matti Hautamäki från Finland) och nordisk kombination (12 februari, vunnen av österrikaren Felix Gottwald). Det österrikiska backhoppningslaget vann lagtävlingen.
Alla fem hoppbackarna i Stadio del Trampolino har ljusanläggning och är försedda med plastmattor så att anläggningen kan användas hela året. Stadion har kapacitet att ta emot 9 000 åskådare. Backhoppningsanläggningen tjänar som utbildningscenter för italienska skidförbundet.

## Backhoppning vid Olympiska spelen 2006
De tjugonde olympiska vinterspelen, hölls 10-26 februari 2006 i Turin i Italien. Detta blev andra gången Italien stod som värdnation för de Olympiska vinterspelen, eftersom de var värd för Olympiska vinterspelen 1956 i Cortina d'Ampezzo.
Det tävlades i tre grenar i backhoppningen, normalbacken (HS106), stora backen (HS140) och laghoppning (HS140). 

### Resultat
| Datum            | Vinnare                                                                  | Andraplats                                                     | Tredjeplats                                                             | Tävling                       |
| ---------------- | ------------------------------------------------------------------------ | -------------------------------------------------------------- | ----------------------------------------------------------------------- | ----------------------------- |
| 12 februari 2006 | Lars Bystøl                                                              | Matti Hautamäki                                                | Roar Ljøkelsøy                                                          | OS 2006, Normalbacke, K95     |
| 18 februari 2006 | Thomas Morgenstern                                                       | Andreas Kofler                                                 | Lars Bystøl                                                             | OS 2006, Stor backe, K120     |
| 20 februari 2006 | Österrike Andreas Widhölzl Andreas Kofler Martin Koch Thomas Morgenstern | Finland Tami Kiuru Janne Happonen Janne Ahonen Matti Hautamäki | Norge Lars Bystøl Bjørn Einar Romøren Tommy Ingebrigtsen Roar Ljøkelsøy | Os 2006, Lag, Sor backe, K120 |

## Efter 2006
Vinteruniversiaden 2007, med 52 deltagande länder, arrangerades i Stadio del Trampolino, Turin. (Universiaden är ett internationellt sportevenemang, där deltagarna är universitetsstudenter. Universiaden hade premiär 1959. Precis som vid olympiska spelen anordnas separata sommar- och vinterspel.) 
Backrekordet i stora backen (K125/HS140) är 144 meter, satt av schweizaren Simon Ammann i världscupen 13 december 2008. Officiellt backrekord i normalbacken (K95/HS106) er 104,5 meter satt av Rysslands Dmitrij Vasiljev och Michael Uhrmann från Tyskland under OS-tävlingen 12 februari 2006. (Dmitrij Ipatov från Ryssland hoppade 108 meter under vinter-Universiaden 19 januari 2007, men räknas inte som officiellt backrekord.)
Från augusti 2009 stängdes hoppbackarna för ombyggnader och moderniseringar. Småbackarna öppnades åter i december 2011 och normalbacken och stora backen öppnades i februari 2012 i nytt och bättre skick.